# Albina Razjeva
Albina Borisovna Razjeva (Russisch: Альбина Борисовна Ражева) (Penza, 14 november 1994) is een Russisch basketbalspeelster die uitkomt voor het nationale team van Rusland.

## Carrière
Razjeva begon haar prof carrière bij Tsjevakata Vologda in 2013. In 2016 stapte ze over naar Sparta&K Oblast Moskou Vidnoje. Na een jaar ging ze naar Dinamo Moskou. In 2018 verhuisde ze naar Castors Braine in België. Met Castors won ze de Eerste klasse basketbal dames (België) en de Beker van België in 2019. Na een jaar keerde ze terug naar Rusland om te spelen voor Nadezjda Orenburg. In 2020 ging ze spelen voor Nika Syktyvkar. In 2021 verhuisde ze naar UNI Győr in Hongarije. In 2022 stapte ze over naar UMMC Jekaterinenburg in Rusland. Met UMMC werd ze twee keer Landskampioen van Rusland in 2023 en 2024. Ook werd ze twee keer Bekerwinnaar van Rusland in 2023 en 2024. In 2024 ging ze spelen voor BK Samara maar na een half jaar verhuisde ze naar AS Ramat Hasjaron in Israël.
Met Rusland deed ze mee aan de kwalificatie voor het Europees Kampioenschap in 2021.

## Erelijst
- Landskampioen Rusland: 2
  - Winnaar: 2023, 2024
- Bekerwinnaar Rusland: 2
  - Winnaar: 2023, 2024
- RFB Super Cup: 2
  - Winnaar: 2022, 2023
- Eerste klasse basketbal dames (België): 1
  - Winnaar: 2019
- Beker van België: 1
  - Winnaar: 2019